# Poecilimon tereckensis
Poecilimon tereckensis är en insektsart som beskrevs av Stshelkanovtzev 1909. Poecilimon tereckensis ingår i släktet Poecilimon och familjen vårtbitare. Inga underarter finns listade i Catalogue of Life.